# Siphanta parva
Siphanta parva är en insektsart som beskrevs av Fletcher 1985. Siphanta parva ingår i släktet Siphanta och familjen Flatidae. Inga underarter finns listade i Catalogue of Life.